# Oswald Völkel

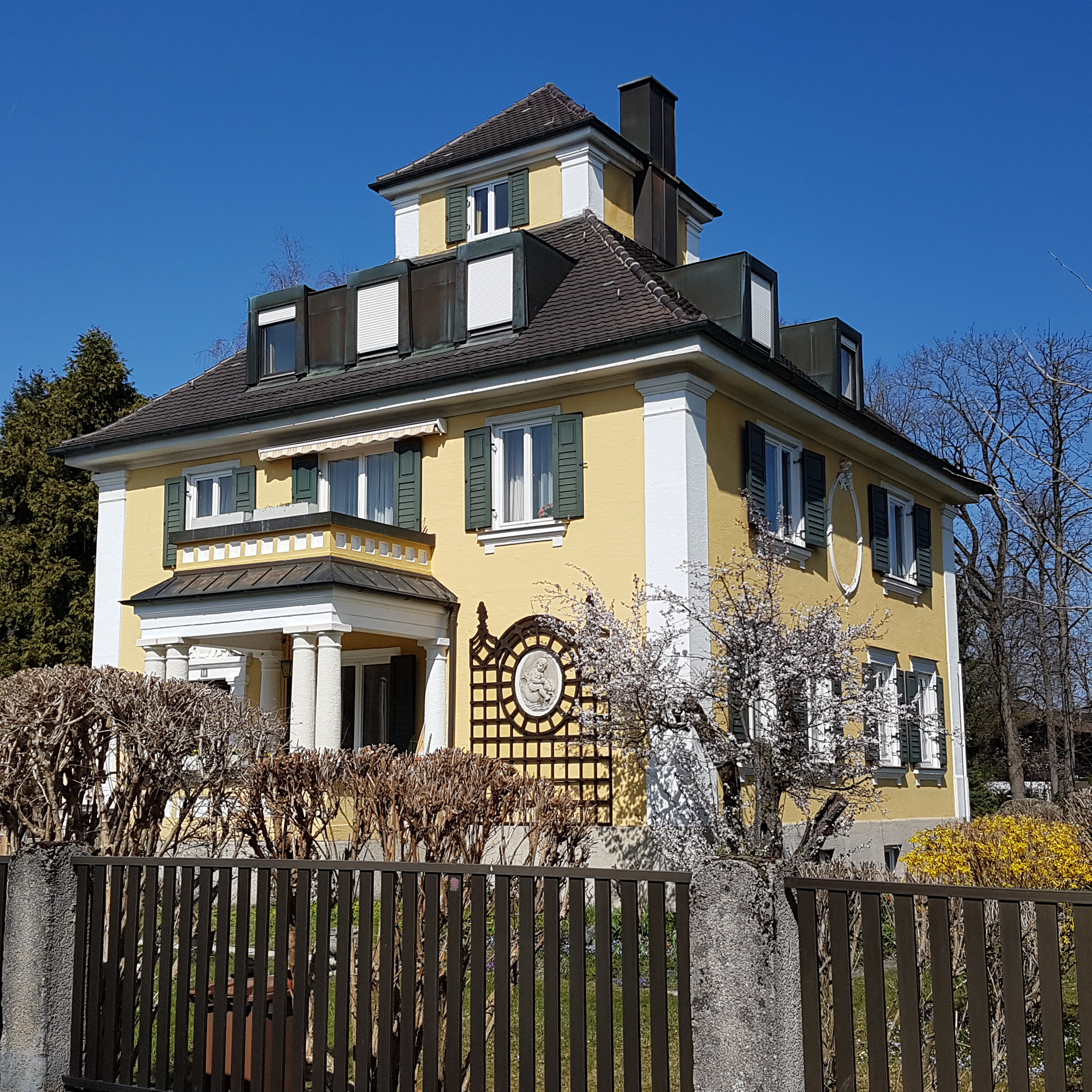
Oswald Völkels Wohnhaus in Gräfelfing

Oswald Völkel (* 6. Januar 1873 in Schlegel, Landkreis Neurode, Provinz Schlesien; † 12. Juli 1952 in Gräfelfing) war ein Kunstmaler und Freskant.

## Leben
Oswald Völkel entstammte einer künstlerischen Familie. Nach dem Abschluss der Volksschule erlernte er bei seinem Vater die Kunstmalerei. Nachdem zuvor schon mehrere Künstler aus der Grafschaft Glatz in München erfolgreich tätig waren (Wilhelm Hauschild und Alois Richter aus Schlegel, Josef Zenker, Hieronymus Richter, Joseph Elsner sowie Paul Hoecker) und in Völkels Umgebung mit Begeisterung vom Münchner Kunstleben gesprochen wurde, ging 1894 auch Völkel dorthin. In München besuchte er die Königliche Kunstgewerbeschule und danach eine Privatschule. Nach Abschluss der Ausbildung arbeitete er zunächst an verschiedenen Deckengemälden und Altarbildern anderer Künstler mit. Für die Kunstanstalten in Berlin, Frankfurt und Zürich fertigte er Gemäldekopien an.
1904 machte sich Völkel mit einem Atelier in München selbständig. Nachfolgend schuf er zahlreiche Deckengemälde und Altarbilder für Kirchen, vor allem im Auftrag der Diözese Augsburg. Einzelne Gemälde können auch in München und Oberbayern nachgewiesen werden. Von Völkel gemalte Kreuzwegbilder gelangten 1909 nach England. 1910 schuf er das Altarbild für die neu erbaute Kirche Mariä-Himmelfahrt in Bad Altheide. Für sein Heimatdorf Schlegel restaurierte er die Bilder von Wilhelm Hauschild. Die meisten seiner Gemälde und Fresken können stilistisch dem Neubarock zugerechnet werden.
Völkel war Mitglied des Münchner Vereins für Christliche Kunst. Kurz vor dem Ersten Weltkrieg erbaute er für sich in Gräfelfing bei München eine Villa in der Grosostraße 10, die heute ein geschütztes Baudenkmal ist.

## Werke (Auswahl)

### Schwaben
- Aretsried, Pfarrkirche St. Pankratius: Malereien Langhausfresko (1906)
- Bocksberg, Filialkirche Hl. Dreifaltigkeit und St. Leonhard: Renovierung der Fresken (1924)
- Buttenwiesen, Pfarrkirche Hl. Dreifaltigkeit: Fresken im Chor (1924)
- Finningen, Pfarrkirche St. Mammas: Einige der Deckenbilder (1921)
- Kellmünz an der Iller, Pfarrkirche St. Martin: Deckenfresken (1917–1918)
- Langenreichen, Pfarrkirche St. Nikolaus: Fresken (1920); Friedhofskapelle St. Stephan: Fresken (1920)
- Leuterschach, Wallfahrtskirche St. Magnus: Renovierung der Fresken (1908–1909)
- Maierhöfen, Pfarrkirche St. Gebhard: Emporenbilder (1910)
- Margertshausen, Kuratiekirche St. Georg: Einige der Bilder (1906)
- Martinszell, Pfarrkirche St. Martin: Malereien im Chor (1907–1908)
- Oberbeuren, Pfarrkirche St. Dionysius Areopagita: Fresken (1920; gemeinsam mit Wilhelm Lessig)
- Opfenbach, Pfarrkirche St. Nikolaus: Fresken (1927)Deckengemälde in der Pfarrkirche von Sulzberg

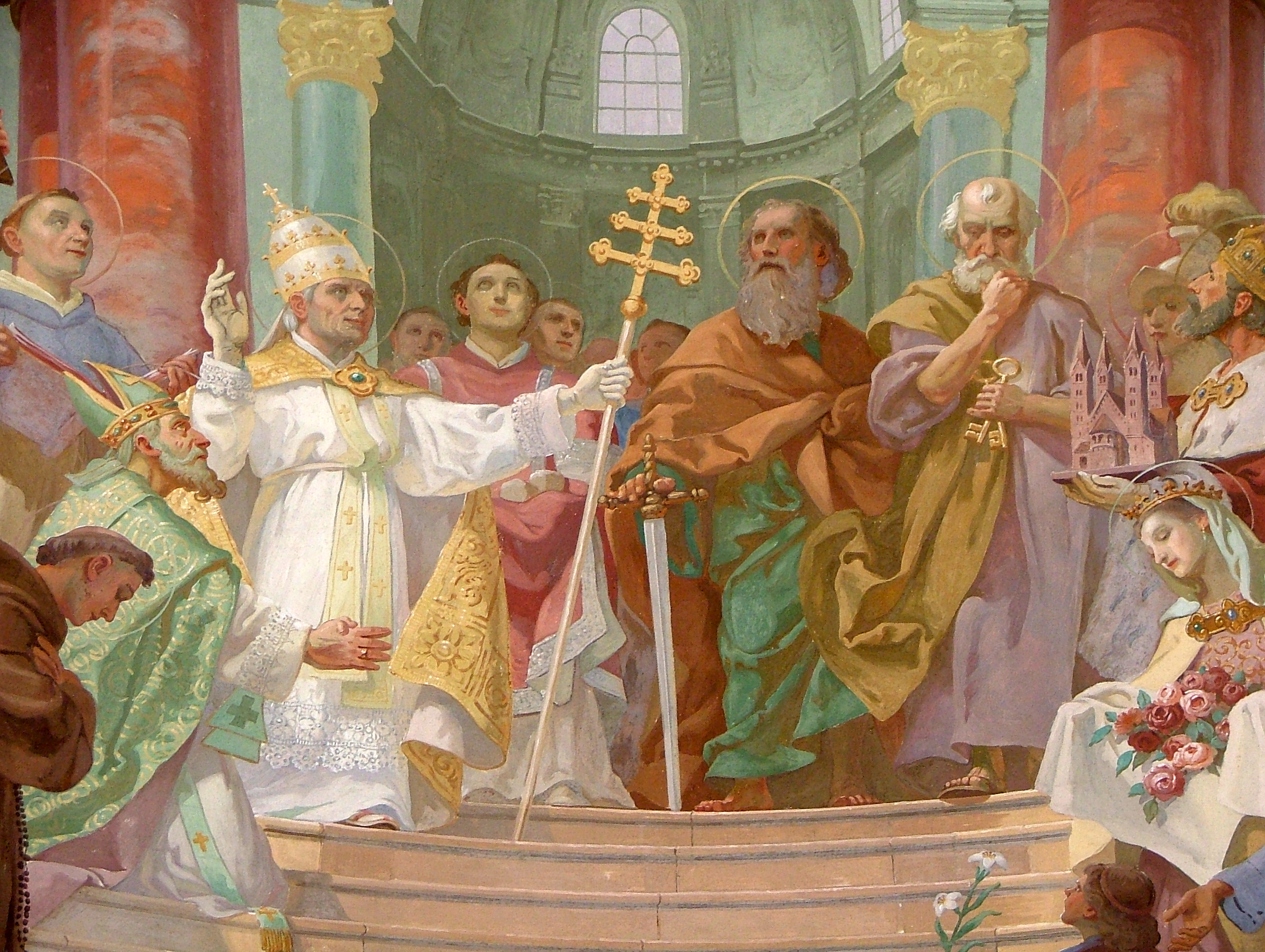
Deckengemälde in der Pfarrkirche von Sulzberg

- Ottacker, Pfarrkirche St. Othmar: Fresken (ergänzt oder neu gemalt)
- Rottach, Filialkirche St. Antonius: Fresken (1912)
- Sulzberg, Pfarrkirche St. Trinitatis: Fresken (1919)
- Unterbernbach, Pfarrkirche St. Martin: Langhausfresken (1918)
- Ustersbach, Pfarrkirche St. Fridolin: Fresken (1905–1906)
- Wald, Pfarrkirche St. Nikolaus: Renovierung der Fresken (1915)
- Waldberg, Pfarrkirche St. Radegundis: Fresken (1916)

### Oberbayern
- Denklingen, Pfarrkirche St. Michael: Rechter Seitenaltar, Altarbild „Die Heilige Familie in Nazareth“ (1923)
- Günzlhofen, Pfarrkirche St. Margareth: Deckengemälde „Verklärung der hl. Margaretha“ (1931)
- Hohenzell, Filialkirche St. Stephan: Deckengemälde (1928)
- Gräfelfing, alte Pfarrkirche St. Stephan: Deckenmalerei (1922/23)

### Schlesien
Grafschaft Glatz
- Altheide-Bad, Pfarrkirche Mariä-Himmelfahrt: Fresken, Altarbilder, Kreuzwegbilder (1910)
- Niederhannsdorf, Pfarrkirche St. Johannes der Täufer: Kreuzwegbilder (1905)
- Schlegel, Filialkirche Maria Schmerzensmutter auf dem Allerheiligenberg: mit seinem Vater Joseph Renovierung Fresken und der Kreuzwegbilder (1903), ursprünglich von Wilhelm Hauschild gemalt